# Великий Берчикуль
Великий Берчику́ль (рос. Большой Берчикуль) — село у складі Тісульського округу Кемеровської області, Росія.

## Населення
Населення — 230 осіб (2010; 289 у 2002).
Національний склад (станом на 2002 рік):
- росіяни — 93 %